# Spinoliella opaca
Spinoliella opaca är en biart som beskrevs av Rodríguez, Toro och Ruz 2001. Spinoliella opaca ingår i släktet Spinoliella och familjen grävbin. Inga underarter finns listade i Catalogue of Life.